# Provodov
Provodov är en ort i Tjeckien.   Den ligger i regionen Zlín, i den östra delen av landet, 260 km öster om huvudstaden Prag. Provodov ligger 384 meter över havet och antalet invånare är 756.
Terrängen runt Provodov är huvudsakligen kuperad, men åt sydväst är den platt. Runt Provodov är det ganska tätbefolkat, med 93 invånare per kvadratkilometer. Närmaste större samhälle är Zlín, 8,8 km nordväst om Provodov. I omgivningarna runt Provodov växer i huvudsak blandskog.